# Žirče
Žirče (cyr. Жирче) – wieś w Serbii, w okręgu raskim, w gminie Tutin. W 2011 roku liczyła 370 mieszkańców.